# Willie Smith (Schlagzeuger)

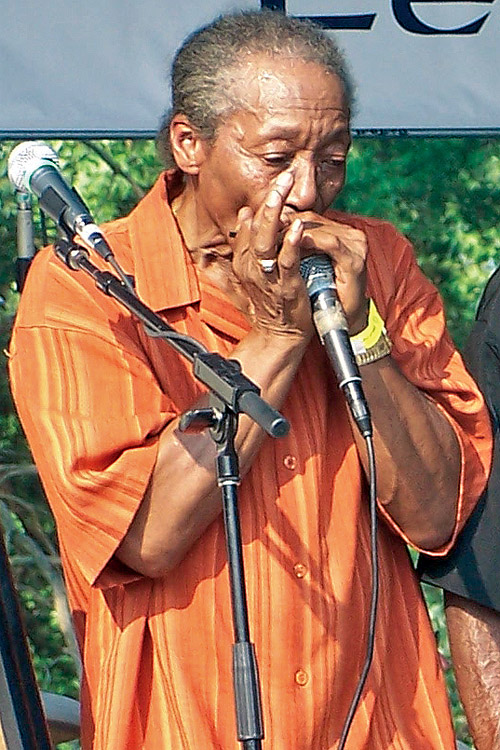
Willie „Big Eyes“ Smith (2008)

Willie „Big Eyes“ Smith (* 19. Januar 1936 in Helena, Arkansas, USA; † 16. September 2011 in Chicago, Illinois, USA) war ein US-amerikanischer Bluesmusiker (Schlagzeug, Mundharmonika, Gesang) und Songwriter. Bekannt wurde er als langjähriger Schlagzeuger der Band von Muddy Waters.

## Biografie
Geboren am 19. Januar 1936 in Helena (Arkansas), wuchs Smith bei seinen Großeltern auf, die Pachtfarmer waren. Zu deren Nachbarn gehörten Robert Nighthawk und Pinetop Perkins. Mit 17 Jahren besuchte Smith seine Mutter in Chicago und blieb in der Stadt. Er brachte sich das Spielen auf der Mundharmonika und dem Schlagzeug bei und bildete mit Clifton James (Schlagzeug, Mundharmonika) und Bobby Lee Burns (Gitarre) ein Blues-Trio.
1955 heiratete er und gab die Musik für kurze Zeit auf. 1956 trat er mit Arthur „Big Boy“ Spires und 1957 mit dem Red Devil Trio von Little Hudson Shower auf. 1961 kam Smith zur Band von Muddy Waters, nachdem er vorher schon bei Aufnahmen von Waters Schlagzeug gespielt hatte. Er war an verschiedenen Alben Waters beteiligt, die mit Grammy Awards ausgezeichnet wurden, darunter Hard Again (1977), I’m Ready (1978) und Muddy „Mississippi“ Waters Live (1979).
1980 gehörte Smith gemeinsam mit Pinetop Perkins, Calvin Jones und Jerry Portnoy zu den Gründungsmitgliedern der Legendary Blues Band. Die Band brachte sieben von den Kritikern begeistert aufgenommene Alben heraus. Sie spielten als Begleitgruppe mit Buddy Guy, Howlin’ Wolf und Junior Wells, auf Tourneen waren sie mit Bob Dylan, den Rolling Stones und Eric Clapton. Im Film Blues Brothers (1980) spielten sie Straßenmusikanten, die John Lee Hooker begleiteten.
Erst 1995 nahm Smith mit Bag Full of Blues sein erstes Soloalbum auf, dem weitere folgten. Daneben trat er weiter mit der Muddy Waters Tribute Band und der Legendary Blues Band auf. Zwischen 1996 und 2009 wurde er 12 Mal mit dem Blues Music Award als Blues-Drummer des Jahres ausgezeichnet. 2007 erhielt er einen Living Blues Award als bester Schlagzeuger. Daneben war er an Alben anderer Musiker beteiligt, die je einen Blues Music Award gewannen: Live! In Chicago von Kenny Wayne Shepherd (2010) und Harmonica Blues von Bob Corritore & Friends. Das Album Joined at the Hip, das Smith 2010 mit Pinetop Perkins herausgebracht hatte, erhielt 2011 einem Blues Music Award und einen Grammy Award in der Kategorie „Best Traditional Blues Album“; als das Album 2010 erschien, waren Perkins 97 und Smith 73 Jahre alt.
Willie „Big Eyes“ Smith starb am 16. September 2011 mit 75 Jahren in Chicago nach einem Schlaganfall. Sein Sohn Kenny „Beady Eyes“ Smith ist ebenfalls ein erfolgreicher Bluesschlagzeuger.

## Diskografie

### Als Bandleader
- 1995: Bag Full of Blues
- 1999: Nothin’ but the Blues Y’all
- 2000: Blues from the Heart
- 2004: Bluesin’ It
- 2006: Way Back
- 2008: Born in Arkansas
- 2010: Joined at the Hip (mit Pinetop Perkins)

### The Legendary Blues Band
- 1981: Life of Ease – Rounder
- 1983: Red Hot ’n’ Blue – Rounder
- 1989: Woke Up with the Blues – Ichiban
- 1990: Keepin’ the Blues Alive – Ichiban
- 1991: U B da Judge – Ichiban
- 1992: Prime Time Blues – Ichiban
- 1993: Money Talks – Wild Dog Blues